# Cristinia
Cristinia Parmasto (radłóweczka) – rodzaj grzybów z rodziny Stephanosporaceae.

## Charakterystyka
Grzyby kortycjoidalne o owocniku rozpostartym, luźno przyrośniętym. Powierzchnia hymenialna ziarnista lub nieregularnie granulkowata, na brzegach owocnika oraz w subikulum są ryzomorfy. System strzępkowy monomityczny, strzępki krótkokomórkowe, cienkościenne ze sprzążkami lub prostą przegrodą, czasami zlepione w pasma. Czasami występują cystydy. Podstawki nieco maczugowate lub cylindryczne z 4 sterygmami i prostą przegrodą bazalną, z cyjanofilnymi granulacjami. Bazydiospory kuliste lub nieco kanciaste, gładkie, grubościenne, nieamyloidalne, cyjanofilne.
Cristinia wyróżnia się przede wszystkim cechami mikroskopowymi; ziarnistymi i cyjanofilnymi podstawkami oraz gładkimi i grubościennymi bazydiosporami. Eriksson i Leif Ryvarden w 1975 r. zasugerowali pewne powiązania Cristini z Hypochnicium ze względu na podobne bazydiospory (ale różnią się podstawkami), z Trechisporą (mają podobne podstawki, ale różnią się bazydiosporami), oraz z Lindtnerią, która również ma cyjanofilne granulacje.

## Systematyka i nazewnictwo
Pozycja w klasyfikacji według Index Fungorum: Stephanosporaceae, Agaricales, Agaricomycetidae, Agaricomycetes, Agaricomycotina, Basidiomycota, Fung.
Polską nazwę nadał Władysław Wojewoda w 2003 r. Synonimy naukowe: Dacryobasidium Jülich 1982.
Gatunki występujące w Polsce:
- Cristinia eichleri (Bres.) Nakasone 2008[5]
- Cristinia coprophila (Wakef.) Hjortstam 1993[5]
- Cristinia helvetica (Pers.) Parmasto 1968 – radłóweczka kosmkowata

Nazwy naukowe na podstawie Index Fungorum. Wykaz gatunków i nazwy polskie według Władysława Wojewody i innych.